# Bario (genre)
Pour les articles homonymes, voir Bario.
Genre
Bario est un genre de poissons téléostéens de la famille des Characidae et de l'ordre des Characiformes. Le genre Bario est monotypique, c'est-à-dire qu'il n'est composé que d'une seule espèce, Bario steindachneri.

## Liste d'espèces
Selon FishBase (8 juin 2015) :
- Bario steindachneri (Eigenmann, 1893)